# 信州安曇野ハーフマラソン
信州安曇野ハーフマラソン（しんしゅうあづみのハーフマラソン）は、長野県安曇野市で行われる市民マラソン大会である。主催は信州安曇野ハーフマラソン実行委員会、共催は安曇野市・信濃毎日新聞社。
2014年10月にプレ大会となる「安曇野ランニングフェスタ」が開催された後、2015年に第1回が開催され、以降毎年6月に開催されている。当日は安曇野市総合体育館駐車場に駐車場にシャトルバス発着エリアが設置される。

## コース
往路は豊科南部公園から出発して北上し、「南中学校南」交差点から国道147号に沿って、「成相」交差点から長野県道安曇野インター堀金線を西に向かってJR大糸線の跨線橋を越え、長野県労働金庫あづみ野支店前で南下し、拾ヶ堰沿いを走り、長野県道中堀一日市場停車場線に沿って拾ヶ堰橋を北上し、「中堀」交差点で再び長野県道57号に合流して西に向かい、JAあづみ農業機械センター前を北上し、長野県道豊科大天井岳線に合流した後は西に向かい、八千代橋の手前で北上した後は再び拾ヶ堰に沿って走り、南原橋を折り返す。復路はほぼ同じコースを行き、豊科南部公園をゴールとする。
標高は最高地点が573m、最低地点が554m。

## 種目
ハーフマラソンの部(21.0975km) - 定員は5200人、制限時間は3時間
- 男子（29歳以下）
- 男子（30代）
- 男子（40代）
- 男子（50代）
- 男子（60代）
- 男子（70代以上）
- 女子（29歳以下）
- 女子（30代）
- 女子（40代）
- 女子（50代）
- 女子（60代）
- 女子（70代以上）

ファミリーランの部(2km) - 定員は300組600人 、制限時間は20分

## 参加資格
- ハーフマラソンの部は18歳以上の男女（高校生を除く）
- ファミリーランの部は18歳以上の保護者（高校生を除く）と小学生のペア）

## 開催記録
| 回 | 日付                 |
| -- | -------------------- |
| 1  | 2015年6月7日         |
| 2  | 2016年6月12日        |
| 3  | 2017年6月4日         |
| 4  | 2018年6月3日         |
| 5  | 2019年6月2日         |
| 6  | 2020年6月7日（中止） |
| 7  | 2021年6月6日（中止） |
| 8  | 2022年6月5日         |
| 9  | 2023年6月4日         |
| 10 | 2024年6月2日         |
| 11 | 2025年6月1日         |